# Conférence d'Algésiras
Pour les articles homonymes, voir Algésiras (homonymie).

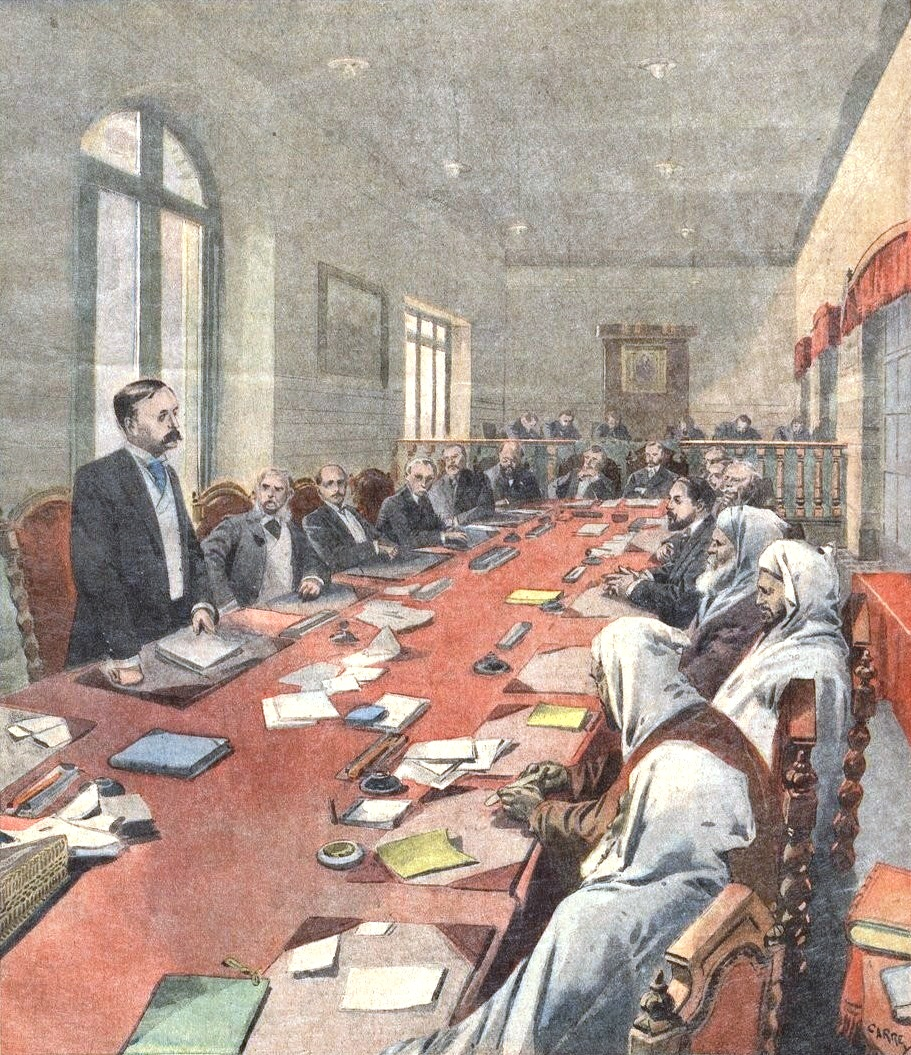
Séance d'ouverture de la conférence d'Algésiras (dessin de Paul Carrey).

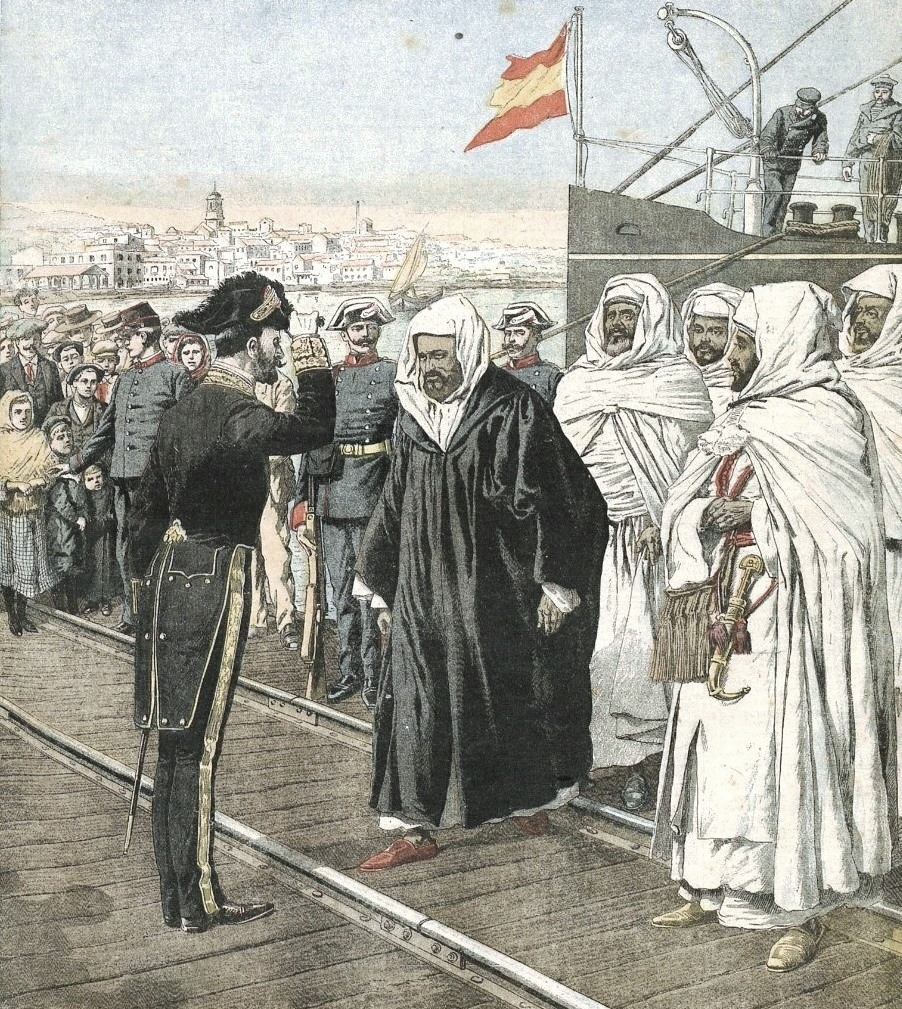
Arrivée de la délégation marocaine à Algésiras.

La conférence d'Algésiras (ou d'Algeciras), donnant lieu aux accords d'Algésiras, est une conférence internationale relative à l'Empire chérifien (Maroc), dans la ville d'Algésiras en Espagne, du 16 janvier au 7 avril 1906, sous l'égide des États-Unis.
Produit d'une confrontation diplomatique entre la France et l'Allemagne, elle réunit, outre les États-Unis et le Maroc, onze puissances européennes : l'Allemagne et ses alliées, l'Autriche-Hongrie et le royaume d'Italie ; la France et son alliée, la Russie, ainsi que le Royaume-Uni, avec lequel la France entretient une Entente cordiale ; le royaume d'Espagne, celui de Portugal, ainsi que la Belgique, les Pays-Bas et la Suède.
La conférence a pour seul but de décider ce qui devait être fait en ce qui concerne le Maroc, l'un des rares pays africains qui n'a pas été colonisé par une puissance européenne.
L'acte final de la conférence place le Maroc sous observation des grandes puissances européennes, sous couvert de réforme, de modernité et d’internationalisation de l’économie marocaine.

## Première crise marocaine (1905)
Cette conférence se tient après des années de rivalités (depuis la fin du XIXe siècle) à propos du territoire marocain. En 1901, l'assassinat d'un négociant français sur la côte marocaine qualifié d'acte sauvage entraîne donc l'intervention du ministre français des Affaires étrangères Théophile Delcassé. Un accord est conclu, qui autorise la France à « aider » l'administration marocaine dans les régions incontrôlées du Maroc oriental. Profitant de l'accord, le nouveau gouverneur général de l'Algérie Jonnart ordonne au colonel Lyautey, alors responsable du Sud-Oranais, de « pacifier » la frontière algéro-marocaine. Dès 1905, Lyautey n'hésite plus à pénétrer au Maroc, et lance de longues reconnaissances atteignant la Moulouya.
Or, la France n'est pas la seule à s'intéresser au Maroc : l'Espagne, le Royaume-Uni, et l'Allemagne ayant aussi des visées sur le Royaume chérifien. En renonçant à toute visée sur l'Égypte, la France s'assure la neutralité britannique. L'Espagne, qui espère beaucoup, temporise et fait traîner les négociations en longueur. L'accord franco-britannique du 6 octobre 1904 ne laisse à l'Espagne que la portion congrue. Delcassé pense cependant avoir réglé la question marocaine.
En 1905, le diplomate français Georges Saint-René Taillandier part à Fès rencontrer le sultan Abd al-Aziz et lui proposer l'aide de conseillers militaires et financiers afin de rétablir l'ordre dans un royaume qui en a bien besoin. Abd al-Aziz, bien qu'intéressé par les propositions de grands travaux et de réformes proposés, se doute que l'indépendance de son pays ne tardera pas à être remise en question. Ne pouvant plus s'appuyer sur le Royaume-Uni, il se tourne vers l'Allemagne, seule capable de contrecarrer les ambitions françaises, qui s'inquiète parallèlement de l'alliance en formation entre la France et le Royaume-Uni et cherche un moyen de l'ébranler.
Le 31 mars 1905, l'empereur allemand Guillaume II débarque à Tanger, traverse la ville à cheval, rencontre Abd al-Aziz et prononce un discours souvent présenté comme incendiaire, « le coup de Tanger ». En réalité, il déclarait ceci : « J'espère que, sous la souveraineté chérifienne, un Maroc libre restera ouvert à la concurrence pacifique de toutes les nations, sans monopole et sans annexion, sur un pied d'égalité absolue. Ma visite à Tanger a pour but de faire savoir que je suis décidé à faire tout ce qui est en mon pouvoir pour sauvegarder efficacement les intérêts de l'Allemagne au Maroc. »
Devant les inquiétudes de l'état-major, le président du conseil de la France, Maurice Rouvier, préfère négocier, et Delcassé démissionne. Contrairement à ce que l'Allemagne espérait, le Royaume-Uni soutient la France, et les alliés de l'Allemagne montrent qu'ils n'ont pas l'intention d'entrer en guerre. La France et l'Allemagne se mettent d'accord sur l'organisation d'une conférence internationale sur le Maroc qui se tiendra à Algésiras six mois plus tard, une perte de crédibilité importante pour les Allemands, qui ont menacé de faire la guerre avant de diminuer considérablement leurs prétentions.

## Liste des délégués plénipotentiaires
Allemagne
- Joseph Maria von Radowitz
- Christian von Tattenbach (de)

Autriche-Hongrie
- Rudolf von Welsersheimb
- Léopold Bolesta-Koziebrodzki

Belgique
- Maurice Joostens
- Conrad de Buisseret-Steenbecque

Espagne

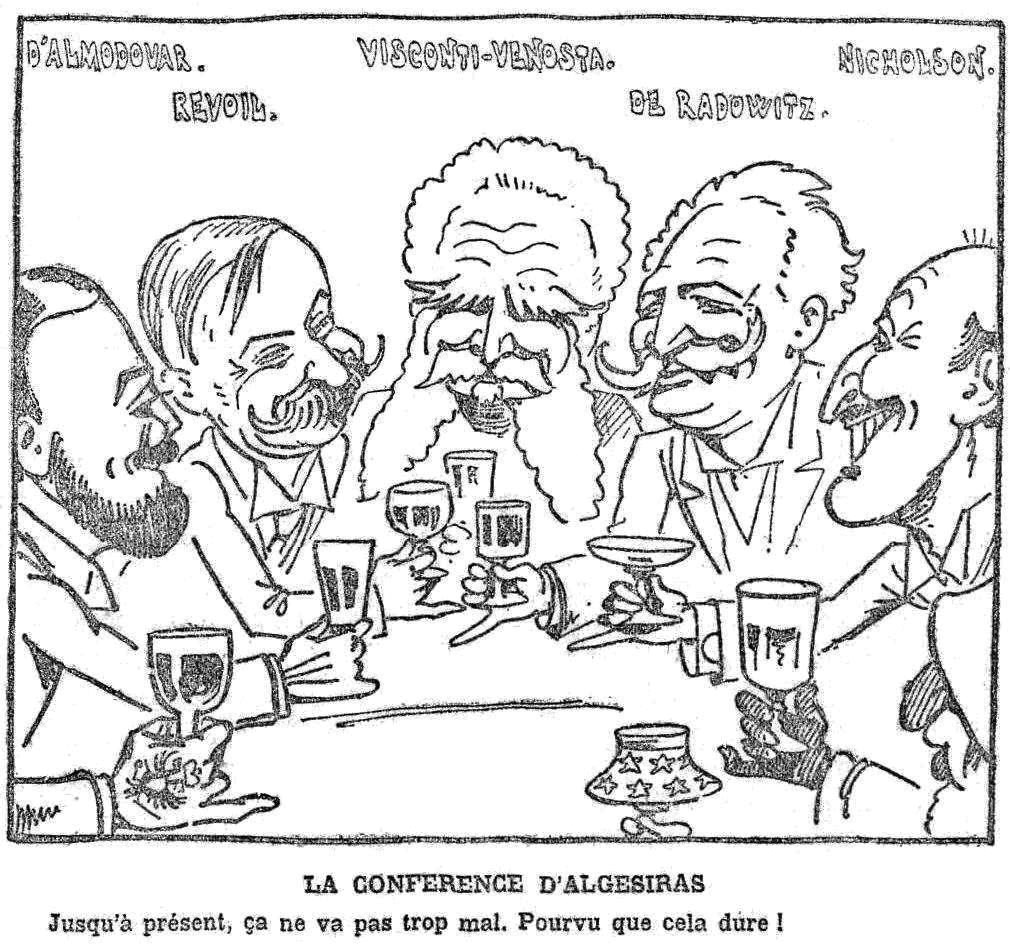
Caricature de Moloch représentant les principaux délégués européens. De gauche à droite : Almodóvar (Espagne), Révoil (France), Visconti-Venosta (Italie), Radowitz (Allemagne) et Nicolson (Grande-Bretagne).

- Juan Manuel Sánchez y Gutiérrez de Castro (es), duc d'Almodóvar
- Juan Pérez Caballero y Ferrer (es)

États-Unis
- Henry White
- Samuel R. Gummere (en)

France
- Paul Révoil
- Eugène Regnault

Grande-Bretagne
- Arthur Nicolson

Italie
- Emilio Visconti-Venosta
- Giulio Malmusi

Maroc
- Mohammed el Torrès
- Mohammed el Mokri
- Mohammed es-Seffar
- Abderrhaman Bennis
- Mohamed Bennouna
- Abdelhadi Zniber

Pays-Bas
- Hannibal Testa

Portugal
- António de Tovar (pt)
- Francisco Roberto de Martens Ferrão (pt)

Russie
- Arthur Cassini (en)
- Basile de Bacheracht

Suède
- Robert Sager (sv)

## La conférence
La conférence rassemble douze pays européens, en plus du représentant du sultan marocain, le futur Grand Vizir Mohammed el Mokri, mais c'est le président américain, Theodore Roosevelt, qui est choisi comme médiateur. C'est la seconde intervention des États-Unis en politique étrangère au niveau mondial, après leur médiation entre la Russie et le Japon lors du traité de Portsmouth en 1905, ce qui est en totale rupture avec la doctrine Monroe.
La conférence s'ouvre à Algésiras le 16 janvier 1906. Un droit de regard est reconnu à l'Allemagne sur les affaires marocaines. Toutefois la France et l'Espagne obtiennent des droits particuliers sur les affaires marocaines, en raison des intérêts liant ces pays (Acte final de la conférence d'Algésiras, 7 avril 1906). Concrètement, ces deux pays se voient confier la police des ports et le droit de créer une banque d'État internationale.

## Suites
L’Allemagne essaie, de son côté, ensuite de préserver ses intérêts au Maroc, mais après l'échec du coup d'Agadir en juillet 1911, elle abandonne ses ambitions sur le Maroc. La France, en novembre 1911, accepte de lui céder des territoires au Congo et au Cameroun en échange de son accord à l'instauration d'un protectorat français sur le Maroc.
La pénétration économique européenne s’intensifie à tel point que le sultan Moulay Hafid, frère de Moulay Abd al-Aziz, est contraint de signer, le 30 mars 1912, le traité de protectorat nommé « traité de Fès ». Comme conséquence, l’Espagne acquiert une influence au nord et au sud du Maroc, tandis qu'à la France échoit principalement la région centrale du pays et que la ville de Tanger est déclarée « ville internationale ». Ainsi, au Maroc sous protectorat, le général français Lyautey est chargé de diriger les affaires étrangères, de contrôler la défense du pays et d’initier des réformes intérieures.

## Duché d'Algésiras
Un titre de Duc d'Algésiras (es) sera créé par le Roi d'Espagne Alphonse XIII le 31 décembre 1906, en remerciement des services rendus lors de la conférence par le principal négociateur espagnol, Juan Manuel Sánchez y Gutiérrez de Castro (en), duc d'Almodóvar (en) par mariage. Celui-ci étant mort entre-temps, le titre sera attribué à Isabel Gutiérrez de Castro y Cossío, sa mère.